# Ursins
Ursins je obec v západní (frankofonní) části Švýcarska, v kantonu Vaud, v okrese Jura-Nord vaudois. V roce 2018 žilo v obci 230 obyvatel.

## Historie
Obec je poprvé zmiňována v letech 1174 jako Ursi. Do konce roku 1996 byla obec součástí okresu Yverdon, od roku 1997 se stala částí nového okresu Jura-Nord vaudois.

## Poloha
Obec je situována jižně od Yverdon-les-Bains. Sousedí s obcemi Cronay, Essertines-sur-Yverdon, Orzens, Pomy a Valeyres-sous-Ursins.

## Demografie
V roce 2000 hovořilo 96,5 % obyvatel obce francouzsky. Ke švýcarské reformované církvi se ve stejném roce hlásilo 78,8 % obyvatel, k církvi římskokatolické 5,3 % obyvatel.